# Liste der Wappen im Landkreis Lindau (Bodensee)
Die Liste der Wappen im Landkreis Lindau (Bodensee) zeigt die Wappen der Gemeinden im bayerischen Landkreis Lindau (Bodensee).

## Landkreis Lindau (Bodensee)

Landkreis Lindau (Bodensee) neu Unter Schildhaupt mit den bayerischen Rauten in Silber über blauem Wellenbalken nebeneinander eine grüne Linde und eine dreilatzige goldbefranste rote Fahne mit drei roten Ringen.
Lage des Landkreises Lindau (Bodensee) in Bayern
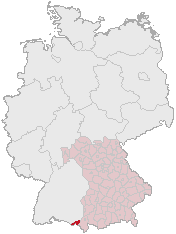
Lage des Landkreises Lindau (Bodensee) in Deutschland
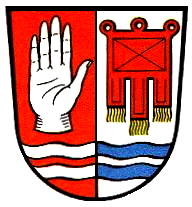
Landkreis Lindau (Bodensee) alt (1862–1972) Gespalten von Rot und Silber; vorne eine aufrechte silberne Hand, hinten eine dreilatzige, golden befranste rote Fahne; unten zwei von Silber und Blau gespaltene Wellenbalken.
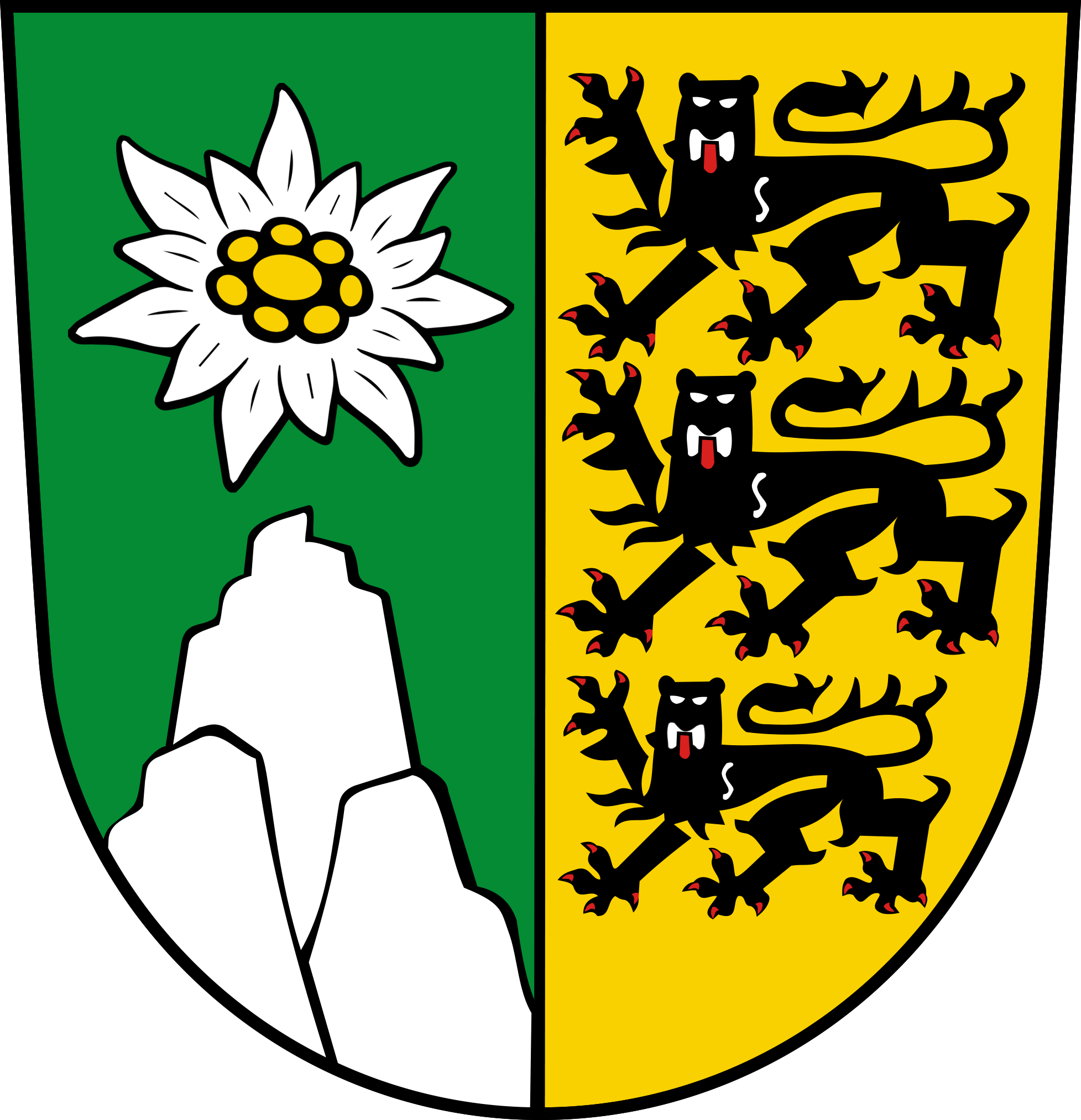
Landkreis Sonthofen (1862–1972)

## Wappen der Städte, Märkte und Gemeinden

Gemeinde Bodolz Unter von Gold und Blau gespaltenem Schildhaupt, darin je eine oberhalbe heraldische Lilie in verwechselten Farben, gespalten von Blau und Gold; vorne ein goldener Apfelbaumzweig mit zwei goldenen Äpfeln und goldenen Blättern, hinten ein wachsender blauer Äbtissinnenstab mit abhängendem silbernen Velum.
Gemeinde Gestratz In Blau eine eingeschweifte, gekürzte goldene Spitze, darin eine blaue Dornenkrone; vorne drei schräglinks gelegte goldene Pfeile übereinander, hinten ein goldener Bärenrumpf.
Gemeinde Grünenbach Geteilt und unten gespalten; oben in Silber ein grüner Schräglinksbalken in Form eines Bachs, belegt mit dem goldenen Großbuchstaben G, unten vorne in Gold ein rotgezungter, schwarzer Stierrumpf, hinten in Rot schräg übereinander drei silberne Lindenblätter.
Markt Heimenkirch In Blau auf grünem Boden eine silberne Kirche in Seitenansicht mit Spitzturm und rotem Dach; über dem Langhaus schwebend ein spitzer silberner Stulphut, dessen Gupf mit einem schwarzen Schrägbalken belegt und mit einem silbernen Reiherfederbusch besteckt ist.
Gemeinde Hergatz In Silber eine eingeschweifte rote Spitze, darin eine silberne heraldische Lilie; vorne ein schwarzer Greifenfang, hinten ein schwarzer Schrägbalken.
Gemeinde Hergensweiler In Silber eine breite, dreilatzige rote Fahne mit goldenen Fransen, darüber nebeneinander zwei grüne Lindenblätter, darunter eine rote heraldische Lilie.
Große Kreisstadt Lindau (Bodensee) In Silber eine bewurzelte grüne Linde.
Stadt Lindenberg i. Allgäu In Silber auf grünem Dreiberg eine zweitürmige rote Kirche in Vorderansicht mit breitem Vorbau und blauen Dächern, beiderseits je eine grüne Linde.
Gemeinde Maierhöfen Über einem silbernen Schildfuß mit durchgehendem facettiertem roten Balkenkreuz in Rot ein silberner römischer Wachturm, belegt mit einem gestürzt schräggekreuzten goldenen Schlüssel und einem goldenen Schwert.
Gemeinde Nonnenhorn Gespalten von Gold und Blau; vorne eine schwarz gekleidete Nonne mit goldenem Rosenkranz, hinten ein silbernes Füllhorn mit goldener Weintraube, goldener Birne und goldenem Apfel mit grünen Blättern.
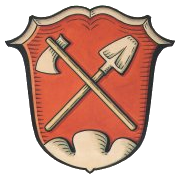
Gemeinde Oberreute In Rot über einem silbernen Dreiberg schräg gekreuzt ein silbernes Rodungsbeil und ein silberner Spaten mit goldenen Stielen.
Gemeinde Opfenbach In Silber über grünem Wellenbalken der Rumpf eines goldgehörnten roten Einhorns.
Gemeinde Röthenbach im Allgäu Geteilt; oben gespalten von Silber und Rot, darauf schräg gekreuzt ein Schlüssel und ein Schwert in verwechselten Farben; unten in Silber eine dreilatzige golden befranste rote Sturmfahne mit drei goldenen Ringen.
Markt Scheidegg Gespalten von Gold und Blau; vorne ein aufrecht stehender, rot bewehrter schwarzer Bär, hinten über einem rotbezungten silbernen Stierkopf ein silberner Spitzturm mit pfahlweise sechs schwarzen Fensterpaaren.
Gemeinde Sigmarszell Geteilt von Gold und Silber; oben ein aus der Teilungslinie wachsender, rot bewehrter schwarzer Bär mit schwarzem Baum auf der Schulter, unten ein grünes Lindenblatt.
Gemeinde Stiefenhofen Schräg geteilt von Silber und Blau; oben ein schräger schwarzer Stufenbalken, unten ein goldener Vogel (Kreuzschnabel).
Gemeinde Wasserburg (Bodensee) Geteilt von Silber und Blau; oben der Rumpf eines rotbewehrten schwarzen Bären, unten über blauen Wasserwellen eine zinnenbekrönte silberne Burg.
Markt Weiler-Simmerberg Im Wolkenschnitt schräggeteilt von Silber und Rot; oben eine dreilatzige golden befranste rote Sturmfahne mit längerem Mittellatz und drei goldenen Ringen.[1]
Gemeinde Weißensberg Gespalten; vorne in Silber eine dreilatzige rote Fahne mit goldenen Fransen, hinten in Blau ein schwebendes goldenes Doppelkreuz.

## Ehemalige Gemeinden mit eigenem Wappen

Gemeinde Aeschach
Gemeinde Bad Schachen
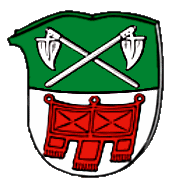
Gemeinde Bösenreutin
Gemeinde Degelstein
Gemeinde Ebratshofen
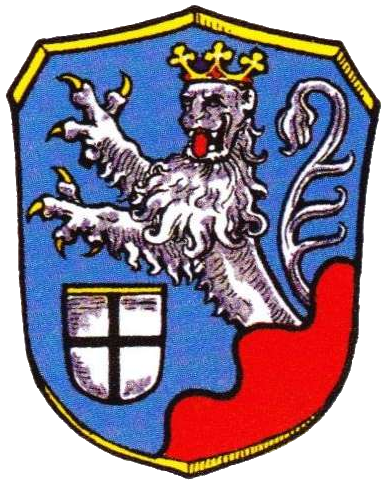
Gemeinde Ellhofen
Gemeinde Giebelbach
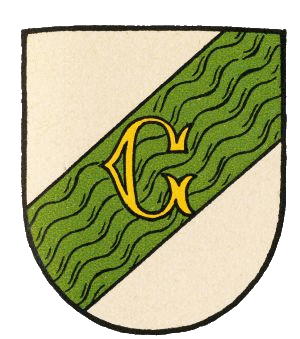
Altes Wappen von 1937 von Grünenbach
Gemeinde Harbatshofen
Gemeinde Hege
Gemeinde Hochbuch
Gemeinde Hoyren
Gemeinde Maria-Thann
Gemeinde Niederstaufen
Gemeinde Oberreitnau
Gemeinde Oberreutin
Gemeinde Reutin
Gemeinde Rickenbach
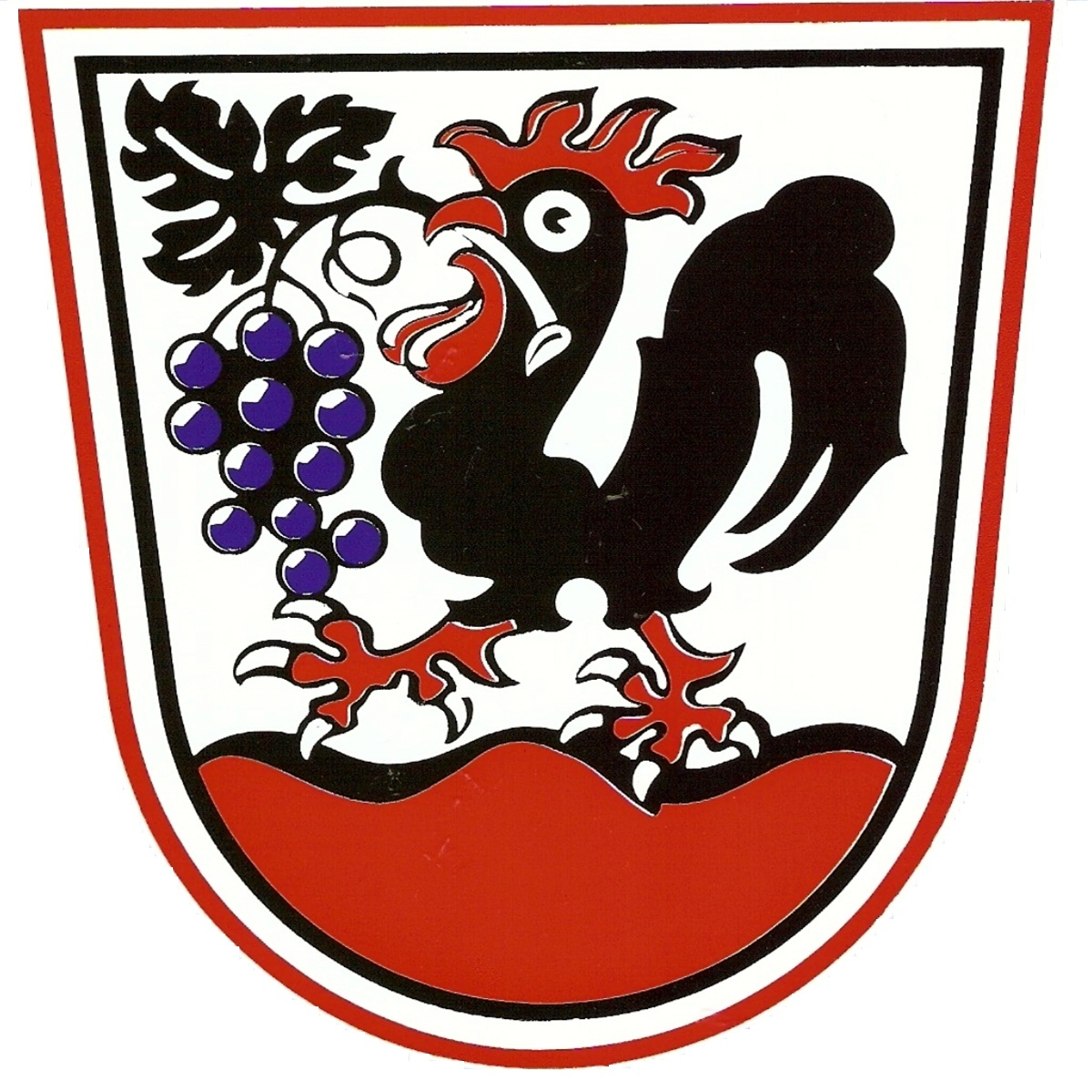
Gemeinde Scheffau Über wellenförmigen, roten Schildfuß in Silber ein schwarzer Hahn mit einer blauen Weinrebe im goldenen Schnabel.
Gemeinde Schönau
Gemeinde Schönau
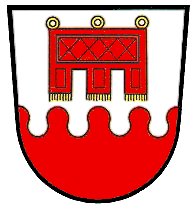
Gemeinde Simmerberg Im Wolkenschnitt geteilt von Silber und Rot, oben eine dreilatzige golden befranste rote Sturmfahne mit drei goldenen Ringen.
Gemeinde Unterreitnau
Gemeinde Wannenthal
Gemeinde Weiler i. Allgäu Im Wolkenschnitt schräggeteilt von Silber und Rot.
Gemeinde Wohmbrechts
Gemeinde Zech